# Baja Med
La cocina BajaMed es una cocina fusión principalmente de Ensenada, Tijuana y otros lugares en Baja California, México. Combina los ingredientes típicos de la cocina mexicana, como el chicharrón y el queso Cotija, con los de las dietas mediterráneas, como el aceite de oliva, y las asiáticas, como el limoncillo. Platos de la cocina Baja Med tienen como foco la comida fresca, cosechada en Baja California.

## Influencias
La cocina BajaMed está compuesta por tres influencias:
- La gastronomía de México: auténticos sabores mexicanos con sus variantes que convergen en esta dinámica y multicultural frontera, habitada por personas de todas partes de la República y que han aportado ingredientes como chiles secos, masas, tortillas, adobos, moles, salsas.
- La gastronomía mediterránea: gracias al clima mediterráneo Baja California produce cerca del 95% del vino mexicano desde el Valle de Guadalupe, así como aceitunas, verduras, quesos y aceite de olivo.
- La gastronomía oriental: sabores provenientes de comunidades chinas que se asentaron en el Valle de Mexicali desde hace más de 120 años, después de la fiebre del oro y la construcción del ferrocarril en Estados Unidos, y que forman hoy parte esencial de la identidad bajacaliforniana.

## Ingredientes
La cosecha regional que forma el foco de la cocina Baja Med incluye mariscos y el atún azul del puerto de Ensenada; verduras en miniatura del campo al sur de Ensenada, olivos de la zona vinicultural del Valle de Guadalupe al noreste de la ciudad de Ensenada, dátiles de San Ignacio y tomates y fresas del valle de San Quintin. Más ingredientes son la langosta, rayas, pepinos del mar, y salicornia, una planta suculenta. 

## Ejemplos de platos
Ejemplos de platos de la cocina Baja Med:
- Tacos de pescado a la tempura[3]
- Camarones con aguja frita, tomates miniaturas, cebollino y salsa hecha de quesos locales[3]
- Carpaccio de remolacha con queso azul y aderezo de menta[3]
- Pato con brochetas de regaliz espolvoreado con guava[4]
- Risotto con nopalitos y pulpo carbonizado[4]
- Costillas bañadas en jarabe de higo sobre una salsa de mole negro[4]

## Chefs y restaurantes
Chefs principales que han asistido en crear la nueva cocina BajaMed son entre otros
Chef Miguel Ángel Guerrero: proveniente de una de las familias fundadoras de Tijuana, todo comienza a temprana edad gracias a su ascendencia española y a una interacción constante con el campo, la naturaleza y el mar, traduciéndose más tarde en una gran afición por la caza deportiva, el buceo y la pesca.
Su propuesta sorprende a los comensales diariamente con platillos francos y originales hechos con caza o pesca del día y productos frescos de temporada cosechados en su propio huerto y llevados directamente a sus restaurantes ubicados en Tijuana, Mexicali y Valle de Guadalupe. Contando además con una línea de vinos que completan esta gran experiencia culinaria, bajo el nombre de Vino “Cacería”.
Por esta razón el Chef Miguel Ángel Guerrero, creador de la cocina BajaMed, ha posicionado su concepto a nivel internacional, en países como Francia, Reino Unido, Israel, Japón, Argentina, Corea del Sur, Estados Unidos, entre otros.
También en el Valle de Guadalupe el chef Jaír Tellez tiene su restaurante Laja conocidos por esta cocina tanto como sus restaurantes Contramar y Merotoro en la Ciudad de México.
Chef Javier Plascencia ha desarrollado su versión de Baja Med en su restaurante Misión 19 en Tijuana, Finca Altozano en la Valle de Guadalupe, entre otros.